# Gesicht ohne Namen
Gesicht ohne Namen ist ein US-amerikanisches Filmdrama aus dem Jahr 1966, das der Regisseur Delbert Mann nach dem Roman Buddwing von Evan Hunter inszenierte.

## Handlung
Auf einer Bank im Central Park erwacht ein Mann und kann sich an nichts mehr erinnern. Er weiß nichts über sein Leben und seine Vergangenheit. Der einzige Hinweis, den er hat, ist ein Zettel mit einer Telefonnummer, den er in seiner Tasche findet. Versehentlich wählt er die falsche Nummer und erreicht die verschlafene Gloria, die ihn für ihren betrunkenen Ehemann hält. Er stellt sich ihr als Mister Buddwing vor, eine Namenskombination aus einem Lkw mit Bierladung und einem hinwegziehenden Flugzeug.
Buddwing sucht Gloria in ihrem Appartement auf. Die Frau ist von seiner Situation betroffen, findet ihn aber auch sympathisch. Sie trinken Kaffee, Gloria leiht ihm etwas Geld. Buddwing schlendert durch die Straßen. Als er eine junge Frau sieht, fällt ihm der Name Grace ein. Die junge Frau stellt sich als eine Studentin mit dem Namen Janet heraus. Buddwing erinnert sich jetzt an eine Studienkollegin, Grace, die seine Verlobte war.
Buddwing lernt die Schauspielerin Fiddle kennen. In ihrer Wohnung hört er Musik und erinnert sich an seine eigene Armut, wegen der er seinen Traum, Komponist zu werden, begraben musste. Er macht die Bekanntschaft einer Blondine, die als Begleitung einen schlanken Mann in einem grauen Anzug sucht. Buddwing begleitet sie nach Harlem zu einem Würfelspiel. Während des Spiels hört er eine Bemerkung, die den Schock wiederholt, der sein Gedächtnis auslöschte. Nun kennt er seine Identität und macht sich auf den Weg ins Krankenhaus, wo seine Ehefrau liegt. Sie hat einen Selbstmordversuch hinter sich, nachdem er sie wegen ihrer Schwangerschaft verlassen hat.

## Kritiken
Das Lexikon des internationalen Films beschrieb den Film als spannungsarmes, darstellerisch unbefriedigendes Psychodrama, das seine Geschichte vor allem in langatmigen Rückblenden erzählt.
A. H. Weiler von der New York Times schrieb, New York sei kein freundlicher Ort für jemanden mit Gedächtnisschwund, aber genauso düster wie für Produzenten mit nicht überzeugenden Drehbüchern.
Eine insgesamt gute Meinung von dem Streifen hat der Evangelische Film-Beobachter: „Der Film will im Grunde positiv zum Neubeginn einer zerrütteten Ehe lenken, gerät aber unter dem Gedanken des Erinnerungsschwundes ganz in den Bann einer raffiniert verschachtelten Rückblende-Technik, hinter der die innere Vertiefung deutlich zurücktritt. Gehobene Unterhaltung für Erwachsene.“

## Auszeichnungen
Der Film bekam 1967 zwei Oscarnominierungen, eine für das beste Szenenbild (s/w) von George W. Davis, Paul Groesse, Henry Grace und Hugh Hunt und eine für das beste Kostümdesign (s/w) von Helen Rose.

## Hintergrund
Der Film, von MGM in den Vertrieb gebracht, ist einer der wenigen US-Produktionen, deren Premiere im Ausland erfolgte. In Deutschland kam er am 15. Juli 1966 in die Kinos. In den USA startete er hingegen erst am 11. Oktober des gleichen Jahres.
In einer kleinen Nebenrolle als Würfelspielerin ist Nichelle Nichols zu sehen.